# 18159 Ендрюкук
18159 Ендрюкук (2000 PW10, 1978 NA1, 1999 CW100, 18159 Andrewcook) — астероїд головного поясу, відкритий 1 серпня 2000 року.
Тіссеранів параметр щодо Юпітера — 3,530.